# Spigelia anthelmia
Spigelia anthelmia är en tvåhjärtbladig växtart som beskrevs av Carl von Linné. Spigelia anthelmia ingår i släktet Spigelia och familjen Loganiaceae. Inga underarter finns listade i Catalogue of Life.